# Dynastes moroni
Dynastes moroni är en skalbaggsart som beskrevs av Shinji Nagai 2005. Dynastes moroni ingår i släktet herkulesbaggar, och familjen Dynastidae. Inga underarter finns listade i Catalogue of Life.